# Bugaba
Bugaba is een stad en gemeente (in Panama un distrito genoemd)  in de provincie Chiriquí in het land Panama. In 2015 was het inwonersaantal 82.600. 
De gemeente bestaat uit devolgende dertien deelgemeenten (corregimiento): La Concepción (de hoofdplaats, cabecera), Aserrío de Gariché, Bugaba, Cerro Punta, El Bongo, Gómez, La Estrella, San Andrés,  Santa Marta, Santa Rosa, Santo Domingo, Sortová en Volcán. In 2019 verdwijnen Cerro Punta en Volcán van de lijst en komt erbij: Solano, een nieuwe deelgemeente.